# Rue de l'Arquebuse (Autun)
Pour les articles homonymes, voir Rue de l'Arquebuse.
La rue de l'Arquebuse est une voie de la commune française d'Autun, située dans le département de Saône-et-Loire. À proximité du centre-ville, elle est remarquable pour ses hôtels des XVIIe, XVIIIe et XIXe siècles. L'un d'entre eux accueille la sous-préfecture et deux autres sont inscrits au titre des monuments historiques.

## Situation
La rue de l'Arquebuse conduit de la rue de l'Arbalète (qui part place du Champ-de-Mars), en face de l'hôtel Saint-Louis et de la Poste, à la place de Charmasse,.

## Origine du nom
La rue tire son nom des bâtiments du jeu de l'Arquebuse, qui occupaient l'emplacement des maisons nos 4 à 24. Le pavillon no 16, édifié en 1650, est l'ancien siège des chevaliers de l'Arquebuse.
Elle adopte le nom de rue du Panthéon sous la Révolution.

## Historique
La rue de l'Arquebuse présente des habitations ouvertes, caractéristiques de l'évolution de l'habitat au XVIIIe siècle. En 1776, l'ingénieur des États de Bourgogne Émiland Gauthey créé une promenade, dénommée promenade des Marbres, qu'il ouvre place des Marbres (aujourd'hui place de Charmasse) et relie au Champ-de-Mars par la rue de l'Arquebuse,. Jusqu'en 1839, la rue se prolonge vers le nord-est jusqu'à l'angle est de la maison no 4 de l'actuelle place de Charmasse.
La compagnie des chevaliers de l'Arquebuse d'Autun acquiert au début du XVIIe siècle un terrain situé entre le champ Saint-Ladre (actuelle place du Champ-de-Mars) et la porte des Marbres (aujourd'hui disparue, située sur la promenade éponyme). Agrandit par d'autres achats successifs, il correspond aux nos 4 à 24 de l'aile sud de la rue de l'Arquebuse et couvre une surface rectangulaire de 675 pieds sur 100. Les bâtiments et leur terrain sont vendus en 1793 et sont divisés en plusieurs propriétés.

## Bâtiments remarquables et lieux de mémoire
Les hôtels de la rue de l'Arquebuse et de la place de Charmasse présentent plusieurs arbres remarquables, comme d'imposants séquoias ou platanes. Ils sont protégés en tant qu'espaces boisés classés, en raison de leur intérêt à la fois écologique et paysager dans le plan local d'urbanisme.

### Hôtel La Tête noire
L'hôtel La Tête noire, présent depuis 1862 au 3, rue de l'Arquebuse, est attesté en 1765 au 2, rue de l'Arbalète, dans un bâtiment faisant l'angle avec la rue aux Cordiers.

### Ancien hôtel de Ganay

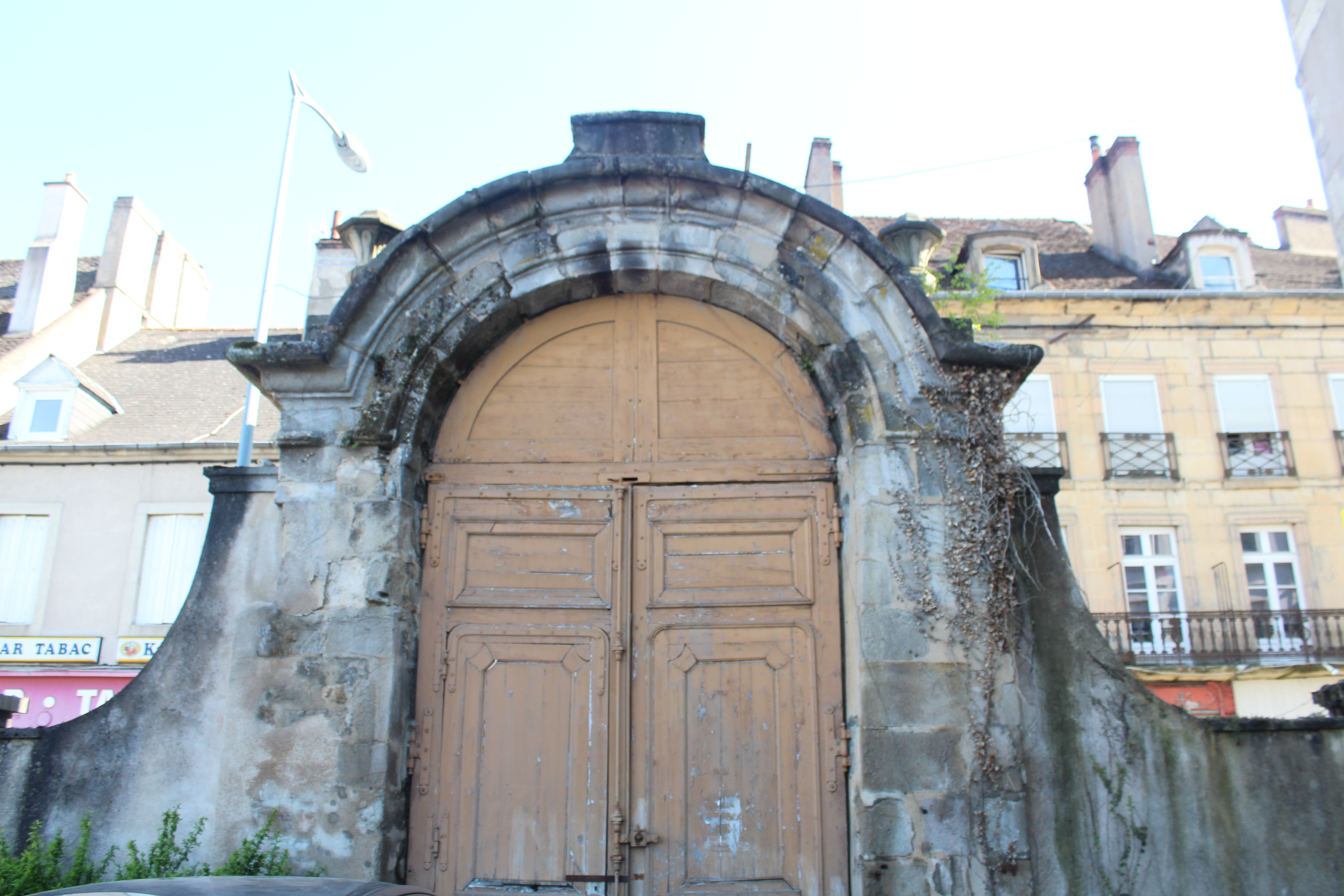
Le portail au 7, rue de l'Arquebuse.

Il ne reste de l'hôtel de Ganay, du XVIIe siècle, qu'un portail inscrit au titre des monuments historiques en 1972. L'hôtel fut détruit au cours du XXe siècle,. Au XVIIIe siècle, alors no 5 de la rue, il est la maison du gouverneur d'Autun Jacques-Anne marquis de Ganay entre 1752 et son décès en 1778. Il porte ensuite le nom d'« hôtel du Gouvernement ».
Son emplacement est aujourd'hui occupé par un parking.

### Maisonno10
La maison au no 10 est construite avec des matériaux issus de l'église Notre-Dame-du-Châtel, qui occupait jusqu'à la Révolution l'emplacement de l'actuelle place Saint-Louis devant la cathédrale. Certains éléments décoratifs y sont issus, comme deux médaillons d'empereurs romains sur la frise de la façade, issus du soubassement extérieur de la chapelle Poillot du XVIe siècle.

### Ancien pavillon de l'Arquebuse
En 1650, alors que les chevaliers de l'Arquebuse possèdent l'essentiel de la voie sud de l'actuelle rue, ils édifient un pavillon dont ils font poser la première pierre par l'évêque d'Autun Claude de la Magdelaine. Il est vendu avec le reste du terrain à la Révolution ; le pavillon porte le no 16.
Son rez-de-chaussée est habité par l'homme politique Nicolas Changarnier de 1859 jusqu'à son décès en 1877, à Paris. Son corps est rapatrié rue de l'Arquebuse, d'où part le cortège de ses funérailles en direction de la cathédrale Saint-Lazare.

### Hôtel Arbelet

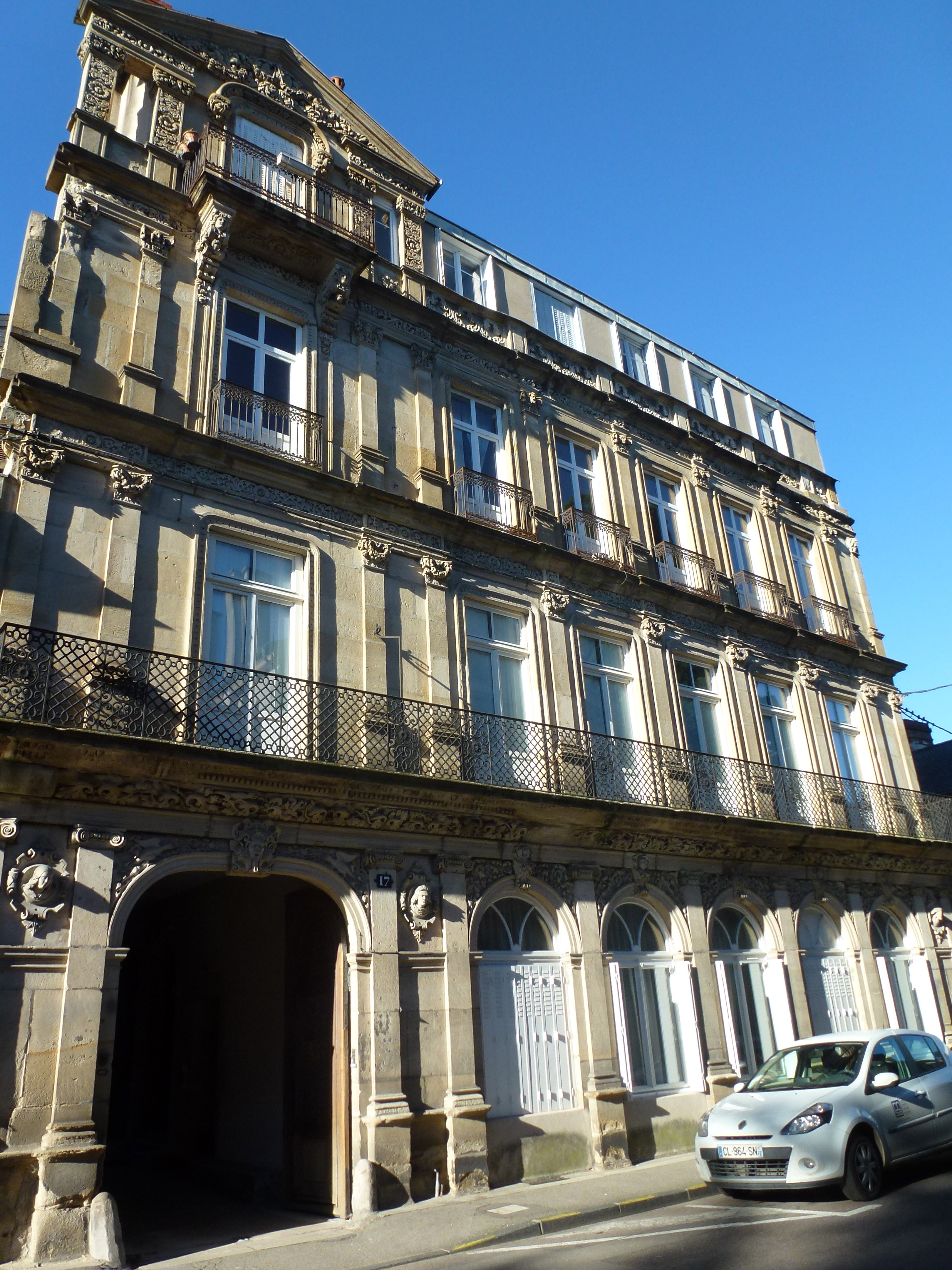
La façade du 17, rue de l'Arquebuse.

La maison ou hôtel Arbelet, située au no 17, est inscrite au titre des monuments historiques en 1975. Érigée au cours des années 1840 sur les plans de l'architecte et sculpteur autunois Claude Quarré, elle présente une architecture inachevée qui devait être symétrique. Sa façade est ornée de sculptures d'animaux, de fruits, de feuillages et de têtes.

### Hôtel Constant

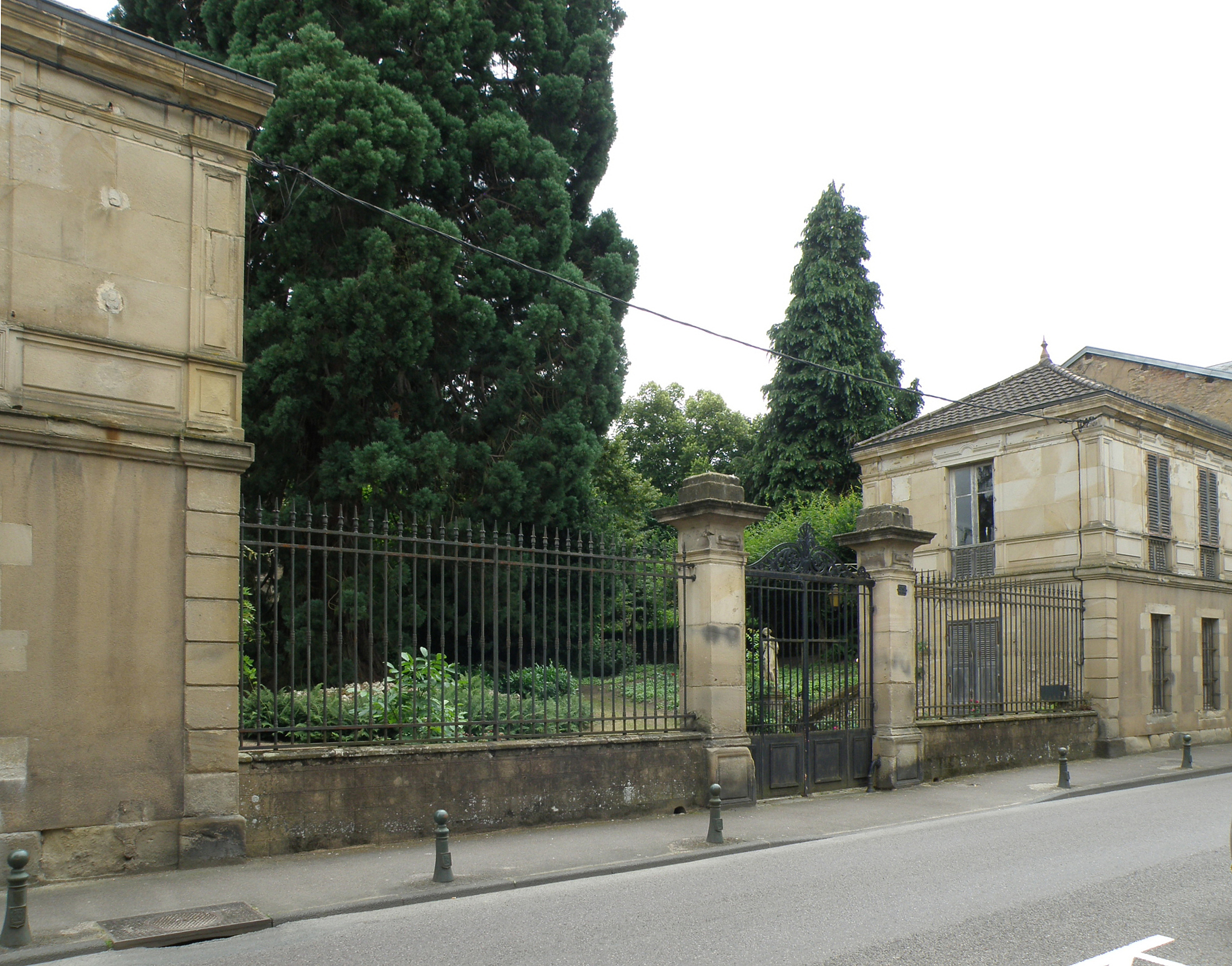
Le 22, rue de l'Arquebuse.

Construit en 1856 pour un banquier, l'hôtel Constant, au no 22, est du style néopalladien, inspiré par l'architecte italien de la Renaissance Andrea Palladio. Derrière son porche fait de colonnes cannelées s'ouvre un parc à l'anglaise au sein duquel s'élève un immense séquoia. Deux pavillons sont situés à proximité de l'entrée ; ils ont servi de banque.

### Sous-préfecture

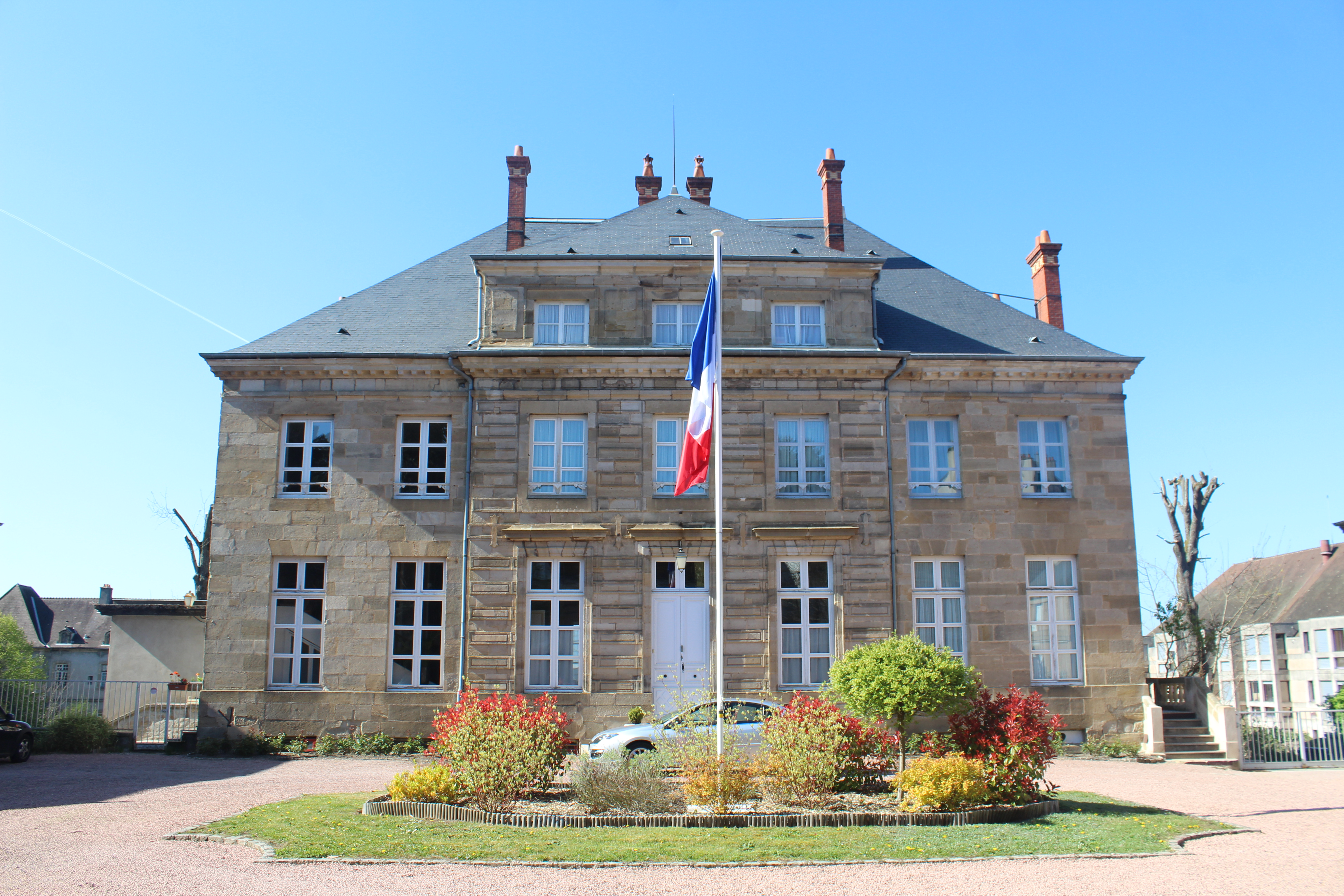
La sous-préfecture.

Située au 24, rue de l'Arquebuse depuis 1820, la sous-préfecture d'Autun est située dans un ancien hôtel particulier. Celui-ci a été édifié en 1784 par la marquise de Frussey, Anne-Élisabeth de Reugny du Tremblay, sur un terrain acquis aux Cordeliers. Elle y vit jusqu'à sa mort en 1813, puis l'hôtel est donné à Élie-Élisabeth de Fussey, veuve du marquis de Ménessaire Gaspard Le Compasseur de Créqui-Montfort.
L'hôtel est acquis en 1820 pour accueillir la sous-préfecture. Nécessitant des réparations, les sous-préfets sont entre 1856 et 1864 obligés de déplacer leurs appartements et leurs bureaux. Pendant la guerre franco-allemande de 1870, il accueille le quartier général du général Giuseppe Garibaldi, qui y est présent du 8 novembre 1870 au 8 février 1871.
L'hôtel est entouré d'une cour d'entrée, d'un grand jardin à l'arrière et de deux communs.
De 1847 à 1879, figure dans un mur du jardin une inscription romaine en calcaire tendre, découverte en trois morceaux à proximité du porche du no 21. Elle est déplacée ensuite au musée Rolin : « Caius Iulius, Caii Magni filius, Caii Eporedirigis nepos. Proculus, de suo fecit ».

### Autres hôtels particuliers
Parmi les hôtels particuliers, peuvent aussi être remarqués l'immeuble nos 18-20, du milieu du XIXe siècle, dont on peut remarquer deux porches conçus pour les voitures hippomobiles (séparés par un massif au fronton triangulaire), et l'hôtel de Fontenay au no 19, érigé en 1784, qui est particulier à Autun pour être situé entre cour et jardin.
Au sein du domaine des chevaliers de l'Arquebuse, à l'emplacement de la maison no 4, figurait à l'entrée de la cour un portique de pierres de taille ornées de jaspe. Il était surmonté d'une effigie de Louis XVI, et, sur une table en marbre noir, deux vers en latin écrits d'or : « Hic exercendis aperit Bellona Palæstram Æduacis animos auget præsentia regis ». Il est détruit après 1793.

### Immeubles du début duXXesiècle
Le milieu de la rue de l'Arquebuse présente deux façades Art nouveau et Art déco remarquables. La devanture du no 12, réalisée dans les années 1900 ou 1910 sur un immeuble plus ancien, est encadrée par des sculptures colorées de pavots. L'immeuble qui lui fait face, le no 9, présente une façade géométrique en panneaux rectangulaires de ciment, avec un oriel surmonté d'un fronton à deux niveaux.
On retrouve aussi une façade néo-romane au no 13. Sous une corniche à gros modillons, elle est composée de baies géminées, séparées par des pilastres cannelés et surmontées de chapiteaux, qui sont reliés entre eux par des sculptures de chouettes.